# Parafia św. Józefa Oblubieńca w Kwietnikach
Parafia św. Józefa Oblubieńca NMP w Kwietnikach znajduje się w dekanacie bolkowskim w diecezji świdnickiej. Była erygowana w XIX w. Jej administratorem jest ks. Marek Kruk.